# Ośrodek Wyszkoleniowy Sekcji Dyspozycyjnej Oddziału Specjalnego
Ośrodek Wyszkoleniowy Sekcji Dyspozycyjnej Oddziału Specjalnego Sztabu Naczelnego Wodza – funkcjonujący (od jesieni 1942 pod tą nazwą) w Wielkiej Brytanii, podczas II wojny światowej, w latach 1941–1944, polski ośrodek szkoleniowy żołnierzy łączności: radiotelegrafistów oraz radiomechaników, w tym kandydatów na cichociemnych. Ośrodek podlegał Oddziałowi VI (Specjalnemu) Sztabu Naczelnego Wodza. Początkowo funkcjonował w Anstruther (1941/1942) przy 1 Samodzielnej Brygadzie Spadochronowej, potem w budynkach dawnego browaru Auchtertool (1942/1943), później (1943/1944) w obiekcie dawnej Saint Margaret’s School for Girls w Polmont (Falkirk, Szkocja).

## Kadra, organizacja, siedziba
Powołanie ośrodka poprzedziło memorandum gupy łącznościowców, doręczone Naczelnemu Wodzowi przez por. inż. Gierata w sprawie radiowej łączności na potrzeby Kraju. Z grupy inicjatorów wywodzł się m.in. późniejszy dowódca centrali radiowej Sztabu NW "Mewa" por. inż. Iwanicki. W drugim etapie rozbudowano Polskie Wojskowe Warsztaty Radiowe w Stanmore, kierowane przez konstruktora rewelacyjnych radiostacji typu AP inż. Tadeusza Heftmana. W kolejnym etapie utworzono ośrodek szkoleniowy łącznościowców.
Dowódcą ośrodka był ppłk łączn. Wiktor Bernacki, dowódcami kompanii szkolnej kolejno: kpt. łączn. Bogusław Wolniak, por./kpt. Teodor Wojciech Hoffman, kpt. inż. Rutkowski. Szefami kompanii szkolnej byli kolejno: sierż. Kazimierz Fugrman (Anstruther), plut. Tadeusz Tymerski (Auchtertool), kpr./sierż. Kazimierz Kujałowicz (Polmont). Jako pierwszą grupę przeszkolono żołnierzy kompanii łączności organizowanej wówczas 1 Samodzielnej Brygady Spadochronowej, która stacjonowała w rybackiej wiosce Anstruther nad zatoką Firth of Forth w hrabstwie Five (Wielka Brytania).
Od jesieni 1942 utworzono odrębny Ośrodek Wyszkoleniowy, podporządkowany Oddziałowi VI (Specjalnemu), umiejscowiony w starym browarze w Auchtertool (Fife), oddany łącznościowcom do dyspozycji po Komendzie Uzupełnień Nr 1 w Kinghorn. Kadrę Ośrodka stanowili m.in.:
- ppłk łączn. Wiktor Bernacki
- kpt. łączn. Bogusław Wolniak
- mjr Zielonka - saper
- por. Teodor Hoffmann
- por. Krotke-Kochanowski
- por. Lorenz
- pchor. Jan Matysko
- pchor. Meisner
- pchor. Starzyński
- plut. Glanas - przedwojenny radiotelegrafista
- plut. Galowski - rusznikarz, b. żołnierz Brygady Karpackiej oraz Legii Cudzoziemskiej[1]

W 1943 w ośrodku żołnierze zgrupowani byli w sześciu plutonach: 
- 1 pluton - głównie elewi 2 kompanii Szkoły Podchorążych, zorganizowanej w Czok-Pak 8 Dywizji Piechoty Polskich Sił Zbrojnych w ZSRR
- 2 pluton - głównie elewi 1 kompanii wymienionej Szkoły Podchorążych, transportowani z Cape Town do Szkocji statkiem Laconia, zatopionym przez niemiecką łódź podwodną, uratowani przez marynarkę francuską
- 3 pluton - prawdopodobnie żołnierze obsługi ośrodka
- 4 i 5 pluton - elewi przybyli z terenu ZSRR jesienią 1942
- 6 pluton - elewi szkoleni dla ośrodka w Batalionie Łączności II Korpusu, pod dowództwem por. inż. Piotra Tarnowskiego przybyli w kwietniu 1943

Od maja 1943 ośrodek przeniesiono do obiektu dawnej szkoły – Saint Margaret’s School for Girls w Polmont (Wielka Brytania); liczebność personelu oraz elewów wynosiła ok. 150–180 żołnierzy. Po zakończeniu szkoleń, pod koniec lata 1944 ośrodek został zlikwidowany, pozostałą w nim grupę żołnierzy przeniesiono jako Batalion Specjalny do Centrum Wyszkolenia Łączności w Kinross.

## Rekrutacja i szkolenie
Od początku podstawowym zadaniem ośrodka było przeszkolenie polskich żołnierzy łącznościowców przeznaczonych głównie do konspiracyjnej pracy w okupowanej Polsce. Kurs radiomechaników trwał od 1 do 10 miesięcy; kurs radiotelegrafistów ok. 3 miesiące, ukończyło go 213 żołnierzy.
Program szkolenia obejmował naukę korespondencji radiowej znakami Morse’a, obsługę (częściowo także naprawę) konspiracyjnych radiostacji, głównie typu AP (z uwagi na wydawane odgłosy nazywanych pipsztokami), goniometrię, podsłuch, szyfry, strzelanie instynktowne (Point shooting), intensywną zaprawę fizyczną, minerstwo, materiały wybuchowe, orientację w terenie, podstawy wywiadu i.in. Ponadto łącznościowcy byli szkoleni na kursach spadochronowych w polskim ośrodku szkolenia spadochronowego 1 SBS w Largo House pod Leven (Largo Low, hrabstwo Fife, Szkocja, Wielka Brytania), a także w brytyjskim ośrodku treningowym spadochroniarzy – Parachute Training School w Ringway pod Manchesterem. Oprócz tego, w ramach kursu odprawowego (przed skokiem) łącznościowców przeszkolono w zakresie użycia pigułki z trucizną (cyjankali).
Konspiracyjnymi radiostacjami były tzw. pipsztoki, czyli radiostacje AP-1 konstrukcji inż. Tadeusza Heftmana, wyprodukowane przez Polskie Wojskowe Warsztaty Radiowe w Stanmore. Radiostacja miała rozmiary 7 x 25 x 30 cm, ważyła ok. 10 kg, działała w zakresie częstotliwości od 3 do 8 Mc/s. (częstotliwość regulowana kwarcem), posiadała nadajnik o mocy 10 watów. Ze względów bezpieczeństwa, średni czas nadawania wynosił ok. 10-20 minut. Nadawano w systemie simplex, „na klucz”, szftowane depesze znakami Morse’a oraz kodem Q. Średni czas odszyfrowania krótkiej depeszy wynosił ok. 2 godz.
Po ukończeniu całego cyklu szkoleniowego, żołnierze z wykształceniem maturalnym otrzymywali tytuł podchorążego. Część przeszkolonych skierowano na studia radiotechniczne do Royal Technical College w Glasgow.
Żołnierze wyszkoleni w ośrodku w Polmont zostali przydzieleni:
- po skoku do kraju, jako cichociemni łącznościowcy w Armii Krajowej
- do centrali łączności "Mewa", usytuowanej pomiędzy Latiano a Mesagne, niepodal lotniska Campo Cassale pod Brindisi, służącej do obsługi łączności zrzutów Cichociemnych oraz zaopatrzenia dla Armii Krajowej, organizowanych przez mjr dypl. Jana Jaźwińskiego, komerndanta Głównej Bazy Przerzutowej
- w części do Batalionu Łączności Sztabu Naczelnego Wodza, jako personel ośrodków łączności w Barnes Lodge oraz Conington
- w części jako personel łączności placówek wywiadowczych Oddziału II, Oddziału VI oraz MON[2]
- kilku jako łącznościowcy - spadochroniarze Akcji Kontynentalnej[4]

## Cichociemni ze specjalnością w łączności
Prawie wszyscy spośród 50 cichociemnych ze specjalnością w łączności zostali przeszkoleni w polskim Ośrodku Wyszkoleniowym. Kilku łącznościowców lotnictwa zostało przeszkolonych poza ośrodkiem, po skoku do kraju zostali przydzieleni do Wydziału Lotnictwa KG AK, pracowali na radiostacjach tego wydziału o kryptonimach "Wanda 300" i nast.; kilku z nich pracowało także na radiostacjach obsługujących Powstanie Warszawskie. 23 łącznościowców pracowało w strukturach Kedywu. Według danych Zbigniewa S. Siemaszko, z żołnierzy przeszkolonych w ośrodku wywodziło się 44 cichociemnych łącznościowców (27 z Anstruther oraz 17 z Polmont). Ok. 24 proc. poległo w walce lub zostało zamordowanych.
Cała sieć łączności Armii Krajowej funkcjonowała dzięki Cichociemnym – pracowało w niej 50 CC. Podczas Powstania Warszawskiego w sieci łączności pracowało 12 CC (na 9 radiostacjach). 61 Cichociemnych, w tym 33 CC łącznościowców wywodziło się z Armii gen. Andersa. Łączność Armii Krajowej stanowiło ok. 57 radiostacji o kryptonimie „Wanda” (oznaczonych numerem), w tym: 10 radiostacji Komendy Głównej AK i Komendy Obszaru Warszawa AK (Wanda 1, 2, 3, 4, 7, 9, 13, 62, 96), 25 radiostacji w Komendach Okręgów lub Inspektoratów AK, 10 radiostacji w sieci lotniczej (oznaczonych numerami 300 i nast.) oraz 5 radiostacji przy dużych oddziałach partyzanckich. Podczas Powstania Warszawskiego (sierpień – październik 1944) funkcjonowały radiostacje AK o kryptonimach: Wanda 1, 2, 3, 4, 7, 9, 13, 23, 23A.
Cichociemni ze specjalnością w łączności:
- Stanisław Biedrzycki - skok 3/4 kwietnia 1944
- Tadeusz Burdziński – skok 16/17 lutego 1943
- Przemysław Bystrzycki – skok 22/23 listopada 1944
- Bernard Bzdawka – skok 22/23 listopada 1944
- Ryszard Chmieloch – skok 14/15 września 1943, aresztowany 14 lutego 1944 podczas pracy na radiostacji we Lwowie, prawdopodobnie zamordowany[5]
- Bronisław Czepczak-Górecki – skok 26/27 grudnia 1944
- Kazimierz Człapka – skok 19/20 lutego 1943
- Feliks Dzikielewski – skok 16/17 lutego 1943
- Władysław Flont – skok 16/17 października 1944
- Kazimierz Fuhrman – skok 14/15 września 1943
- Władysław Godzik – skok 16/17 października 1944
- Władysław Hauptman – skok 8/9 kwietnia 1944
- Teodor Hoffmann – skok 16/17 października 1944
- Stanisław Kazimierczak – skok 16/17 lutego 1943, prawdopodobnie w lipcu 1943 aresztowany w Białymstoku przez gestapo, zamordowany[6]
- Edward Kowalik – skok 9/10 kwietnia 1944
- Stanisław Kujawiński – skok 14/15 września 1943
- Marian Leśkiewicz – skok 21/22 września 1944
- Kazimierz Lewko – miał skoczyć 14/15 września 1943, poległ wskutek zestrzelenia samolotu nad wybrzeżem Danii, w okolicach miejscowości Esbjerg[7]
- Albin Łakomy – skok 9/10 kwietnia 1944
- Aleksander Makagonow – skok 16/17 października 1944
- Anatol Makarenko – skok 14/15 września 1943
- Jan Matysko – skok 26/27 grudnia 1944
- Stanisław Mazur – skok 22/23 listopada 1944
- Kazimierz Niepla – skok 8/9 kwietnia 1944
- Józef Nowacki – skok 14/15 września 1943
- Piotr Nowak – skok 9/20 lutego 1943
- Henryk Ostrowiński – skok 14/15 września 1943
- Michał Parada – skok 16/17 lutego 1943, poległ 10 sierpnia 1944 w Powstaniu Warszawskim[8]
- Jan Parczewski – skok 26/27 grudnia 1944
- Zdzisław Peszke – skok 14/15 września 1943, aresztowany w Milanówku pod koniec października 1943 podczas pracy na radiostacji, otruł się rozgryzając posiadaną kapsułkę z cyjankali[9]
- Czesław Pieniak – skok 19/20 lutego 1943
- Jarosław Poliszuk – skok 14/15 września 1943
- Stefan Przybylik – skok 16/17 października 1944
- Tadeusz Seeman – skok 21/22 września 1943
- Władysław Siakiewicz – miał skoczyć 14/15 września 1943,  poległ wskutek zestrzelenia samolotu nad wybrzeżem Danii, w okolicach miejscowości Esbjerg[10]
- Ryszard Skowroński – miał skoczyć 14/15 września 1943,  poległ wskutek zestrzelenia samolotu nad wybrzeżem Danii, w okolicach miejscowości Esbjerg[11]
- Stanisław Skowroński – skok 21/22 września 1943
- Leszek Starzyński – przerzucony 25/26 lipca 1944 w operacji lotniczej Most 3
- Jerzy Sztrom – skok 8/9 kwietnia 1944, poległ w czerwcu 1944 podczas ataku na posterunek niemieckiej żandarmerii w Lidzie[12]
- Kazimierz Śliwa – skok 21/22 września 1944
- Władysław Śmietanko – skok 30/31 lipca 1944
- Otton Wiszniewski – skok 16/17 września 1943
- Roman Wiszniowski – skok 14/15 września 1943
- Władysław Wiśniewski – skok 17/18 lutego 1943
- Bogusław Wolniak – skok 25/26 lipca 1944
- Henryk Zachmost – skok 8/9 kwietnia 1944
- Stanisław Zapotoczny – skok 21/22 września 1943, namierzony przez niemiecki oddział goniometryczny 18 lutego 1944, podczas próby aresztowania otruł się rozgryzając posiadaną kapsułkę z cyjankali[13]
- Ryszard Zyga – skok 14/15 września 1943
- Franciszek Żaak – skok 14/15 września 1943, prawdopodobnie namierzony przez niemiecki oddział goniometryczny, aresztowany, torturowany, zamordowany[14]
- Józef Żakowicz – skok 14/15 września 1943